# Чемпионат мира по футболу 2026 (межконтинентальные стыковые матчи)
Межконтинентальные стыковые матчи определили последних двух участников на ЧМ-2026.
Матчи пройдут в марте 2026 года.

## Формат
Для определения двух последних мест на чемпионате мира по футболу будет проведен турнир плей-офф с участием шести команд — по одной от AFC, CAF, CONMEBOL и OFC и двух от CONCACAF.
Команды будут ранжированы в соответствии с мировым рейтингом ФИФА, при этом четыре команды, занимающие самые низкие места, сыграют в двух матчах на выбывание. Победители встретятся с двумя командами, занимающими самые высокие места в рейтинге, в другой серии матчей на выбывание, победители которых получат право участвовать в чемпионате мира 2026 года.

## Участники
| Конфедерация | Путь прохода                                                | Дата квалификации    | Команда         |
| ------------ | ----------------------------------------------------------- | -------------------- | --------------- |
| АФК          | Победитель пятого раунда плей-офф                           | 18 ноября 2025       |                 |
| КАФ          | Победитель второго раунда плей-офф                          | Ноябрь 2025          |                 |
| КОНКАКАФ     | Первая лучшая команда, занявшая 2 место в группе в 3 раунде | Сентябрь-Ноябрь 2025 |                 |
| КОНКАКАФ     | Вторая лучшая команда, занявшая 2 место в группе в 3 раунде | Сентябрь-Ноябрь 2025 |                 |
| КОНМЕБОЛ     | Команда, занявшая 7 место в отборе                          | Сентябрь 2025        |                 |
| ОФК          | Третий раунд, команда проигравшая в финале                  | 24 марта 2025        | Новая Каледония |